# Operation Persecution
1942

Rabaul –
1. Salamaua-Lae –
Operation N –
Operation MO –
Korallenmeer –
Buna-Gona –
Kokoda Track –
Milne-Bucht –
Goodenough –
Buna-Gona-Sanananda –
Operation Lilliput 
1943

Wau –
Bismarcksee –
I –
2. Salamaua-Lae –
Chronicle –
Finisterre –
Cartwheel –
Bougainville –
Huon –
Neubritannien –
Bombardierung von Rabaul 
1944–1945

Admiralitätsinseln –
Emirau –
Take Ichi Konvoi –
Reckless –
Persecution –
Wakde-Sarmi –
Biak –
Noemfoor –
Driniumor –
Sansapor –
Morotai –
Aitape–Wewak
Die Operation Persecution war ein Unternehmen des South West Pacific Area Headquarters unter General Douglas MacArthur im Pazifikkrieg während des Zweiten Weltkriegs. Sie zielte auf die Einnahme des strategisch wichtigen Flugfeldes bei Tadji nahe dem japanisch besetzten Aitape im Territorium Neuguinea.

## Vorgeschichte
Aitape war um diese Zeit ein kleines Dorf an der australisch verwalteten Nordküste Neuguineas. Der acht bis zwölf Kilometer breite Küstenstreifen wird im Süden von den Torricelligebirge begrenzt. Das gesamte Areal ist sumpfig und ist von vielen kleineren Flüssen durchzogen. Vor der Küste liegen vier kleinere Inseln. Die Japaner hatten das Gebiet im Dezember 1942 eingenommen. Bei Tadji, einige Kilometer südöstlich von Aitape, begannen sie mit dem Bau von zwei Start- und Landebahnen, um dort Kampfflugzeuge und Bomber zu stationieren. Der Bau einer dritten Bahn musste abgebrochen werden, da es zu Problemen mit der Drainage kam.
Der amerikanische Geheimdienst ermittelte Anfang März 1944, dass große Truppenverlagerungen durch die 18. Armee der Japaner von Ost-Neuguinea nach Hollandia geplant waren. Die Humboldt-Bucht bei Hollandia war von den Japanern zu einem großen Umschlagplatz für Nachschub ausgebaut worden. General MacArthur und sein Planungsstab beschlossen daher, das Gebiet einzunehmen, bevor Hollandia zur Festung ausgebaut werden würde (→ Operation Reckless). Um die japanischen Truppen im Osten an einem weiteren Vorrücken nach Hollandia zu hindern und den von Hollandia abziehenden Truppen den Rückzug nach Wewak zu verwehren, kam es zusätzlich zu der Entscheidung das Flugfeld bei Tadji einzunehmen. Dies vor allem auch vor dem Hintergrund, dass die trägergestützten amerikanischen Kampfflugzeuge der für den Einsatz vorgesehenen Task Force 58 nur für zwei Tage zur Verfügung stehen würden und somit ein Flugfeld zur landgestützten Stationierung eigener Kampfflugzeuge zur Verfügung stünde um die Operation im Raum Hollandia zu unterstützen. Zudem wurden durch Aufklärung bei Tadji nur geringfügige japanische Truppenansammlungen und Verteidigungsanlagen erkannt. Australische Einheiten der RAAF (No. 62 Works Wing) sollten das Flugfeld nach der Einnahme innerhalb von zwei Tagen schnell auf eigene Bedürfnisse einrichten können.
Die geplanten japanischen Truppenverlegungen und Nachschublieferungen für Hollandia begannen schließlich im März 1944 und der amerikanische Planungsstab setzte die Landungen bei Hollandia und Aitape zunächst für den 15. April fest. Nach einigen Verschiebungen war dann der endgültige Termin der 22. April 1944. Als Landeplatz war ein Strand einige Kilometer östlich bei Korako, Codename „Blue Beach“, vorgesehen.
Zur Unterstützung der Landung bei Aitape waren Geleitflugzeugträger unter dem Kommando von Konteradmiral Ralph E. Davison abgestellt (Task Force 78). Die Küstenbombardierung wurde von der Task Force 77, östliche Angriffsgruppe, unter Admiral Daniel E. Barbey, vorgenommen. Die Bodentruppen standen unter dem Oberkommando von General Walter Krueger (Alamo Force). Als Landungstruppe war das 163. US-Infanterieregiment der 41st Infantry Division, kommandiert von Brigadegeneral Jens A. Doe, eingeteilt.

## Die Einnahme des Tadji-Flugfeldes

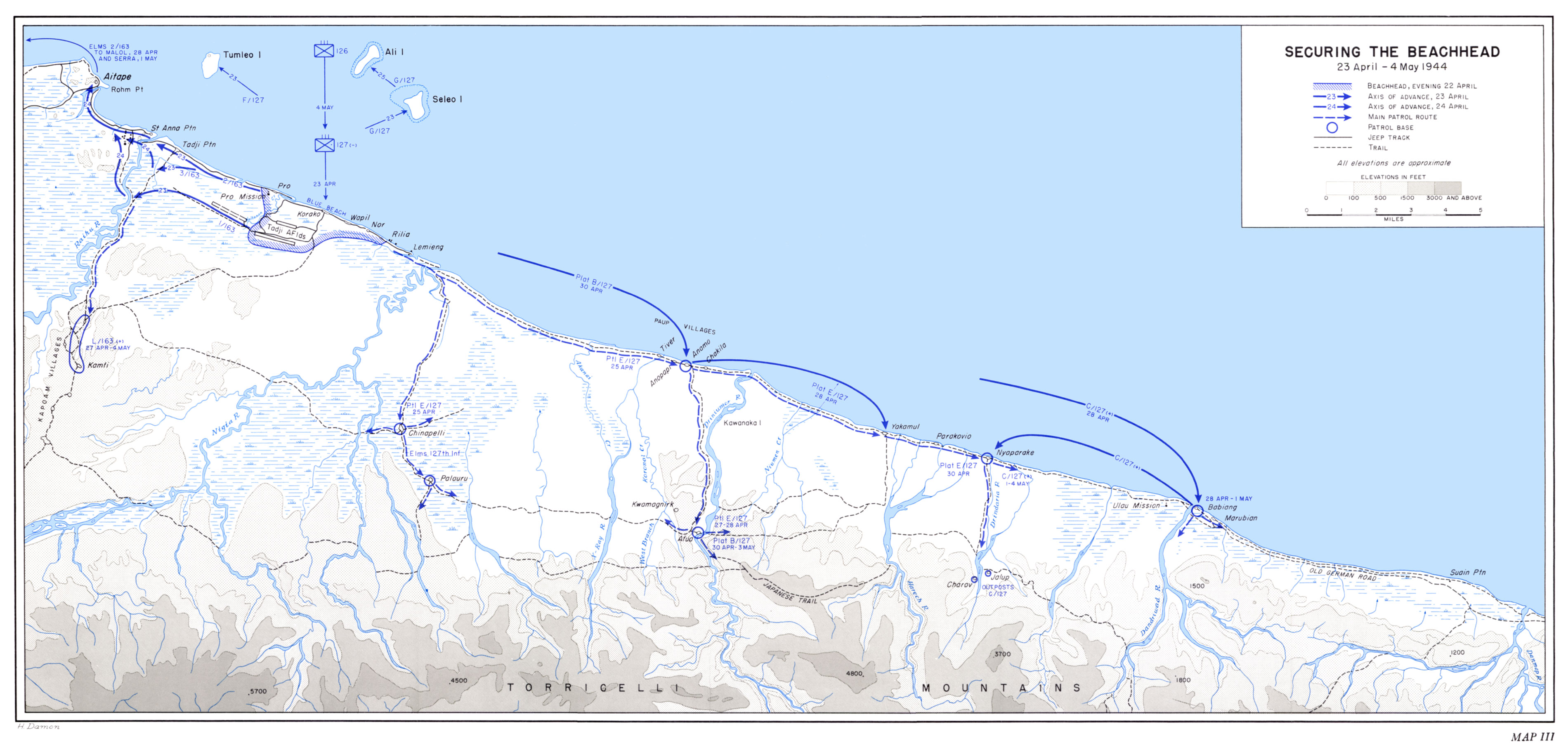
Tadji/Aitape Operation zwischen dem 23. April und dem 4. Mai 1944

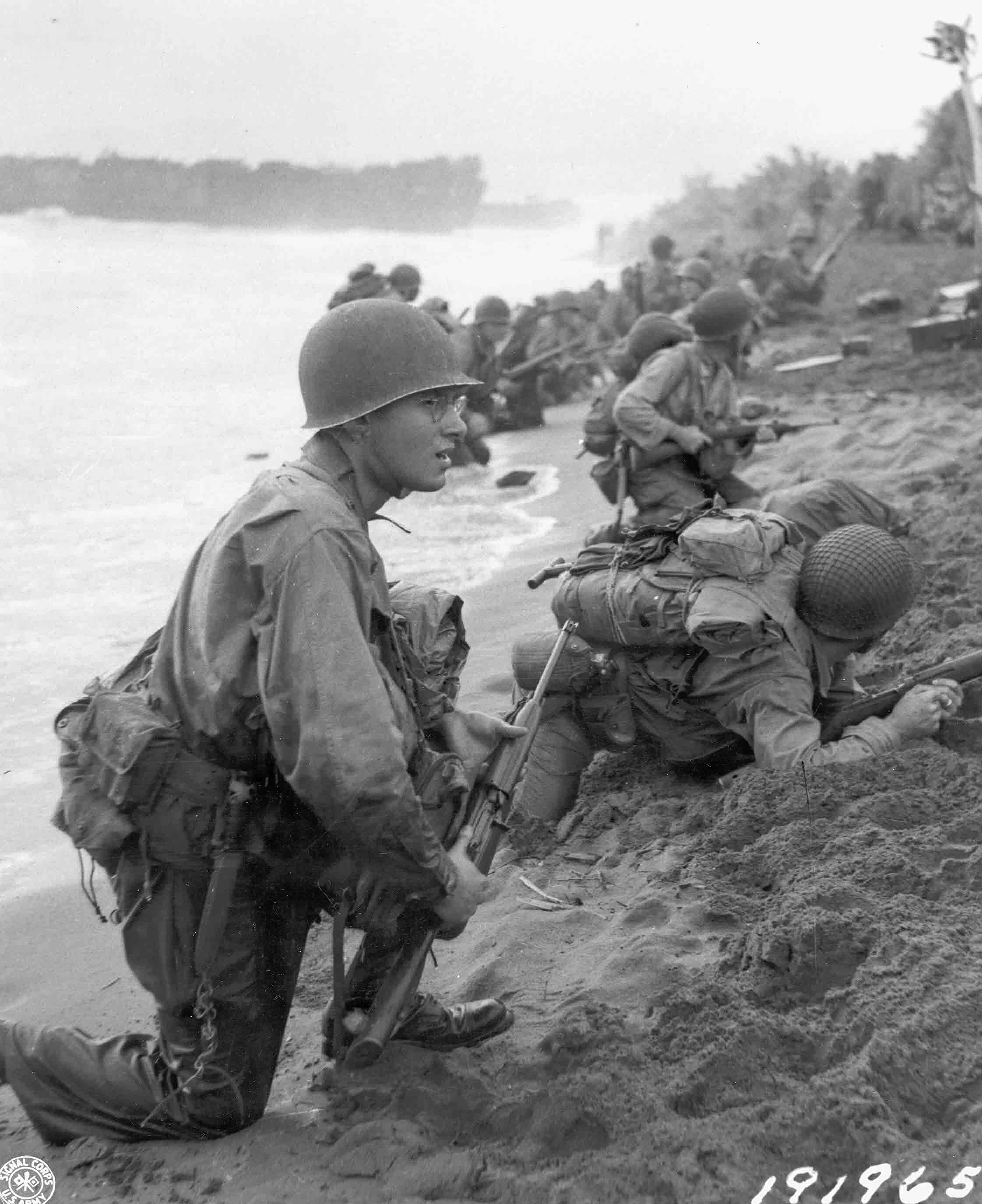
Landung der ersten Welle bei Wapil

Am 22. April um 5:00 Uhr morgens erreichte die Landungsgruppe die Küste vor Aitape. Planmäßig wurde mit dem Einschiffen der Landungseinheiten auf die Landungsboote begonnen und um 6:45 Uhr ging die erste Welle an Land. Allerdings erfolgte die Landung nicht wie vorgesehen am „Blue Beach“, sondern rund 1,1 Kilometer östlich von Karako bei Wapil. Bedingt durch starken Morgennebel und die durch Artilleriebeschuss unter starkem Rauch brennenden japanischen Küstenbefestigungen war die Orientierung erschwert. Es stellte sich aber heraus, dass dieser Küstenabschnitt sogar besser für eine Landung geeignet war als „Blue Beach“. Da die meisten japanischen Besatzer sich nach dem Einsetzen der amerikanischen Schiffsartillerie ins Inland abgesetzt hatten, trafen die Landungstruppen auf keinerlei bedeutenden Widerstand. Gegen 8:00 Uhr war der Brückenkopf auf eine Breite von rund 2,3 km und eine Tiefe von etwa 500 m ins Landesinnere angewachsen. Einige japanische Gefangene wurden gemacht und die Landungstruppen warteten auf den Befehl von General Doe um in Richtung Tadji vorzurücken.
Nachdem um 10:30 Uhr die zweite Welle angelandet war, begann der Vormarsch auf Tadji um 11:00 Uhr. Obwohl der Vormarsch langsamer vonstattenging als geplant, war das Flugfeld um 12:45 Uhr eingenommen und gesichert. Widerstand von japanischer Seite gab es keinen. Die Amerikaner bezogen Posten am Flugfeld und rund 5 km östlich von Wapil an der Mündung des Nigia. Bei Einbruch der Nacht konnte mit dem Ausbau des Flugfeldes begonnen werden. Bis zu diesem Zeitpunkt waren drei Amerikaner getötet und dreizehn verwundet worden.

## Ausbau des Flugfeldes
Am Morgen des 23. April landete das No. 62 Works Wing der Royal Australian Air Force am „Blue Beach“. Nach Erreichen des Tadji-Flugfeldes begannen sie mit dessen Ausbau gegen 13:00 Uhr. Die Arbeiten dauerten den ganzen Tag und wurden in der folgenden Nacht unter Flutlicht fortgesetzt. Durch die unerwartet schlechten Bodenbedingungen konnten die Arbeiten nicht wie erwartet schon am ersten Tag beendet werden. Die Australier meldeten die vorläufige Fertigstellung am 24. April um 9:00 Uhr morgens. 25 Curtiss P-40 der RAAF landeten um 16:30 Uhr auf dem Flugfeld. Wie vor ihnen schon die Japaner hatten auch die australischen Pioniere Schwierigkeiten eine ordentliche Drainage für das Flugfeld anzulegen. Erst ab dem 28. April war das komplette Feld mit Stahlmatten ausgelegt und konnte von nun an durchgehend genutzt werden.

## Flankensicherung

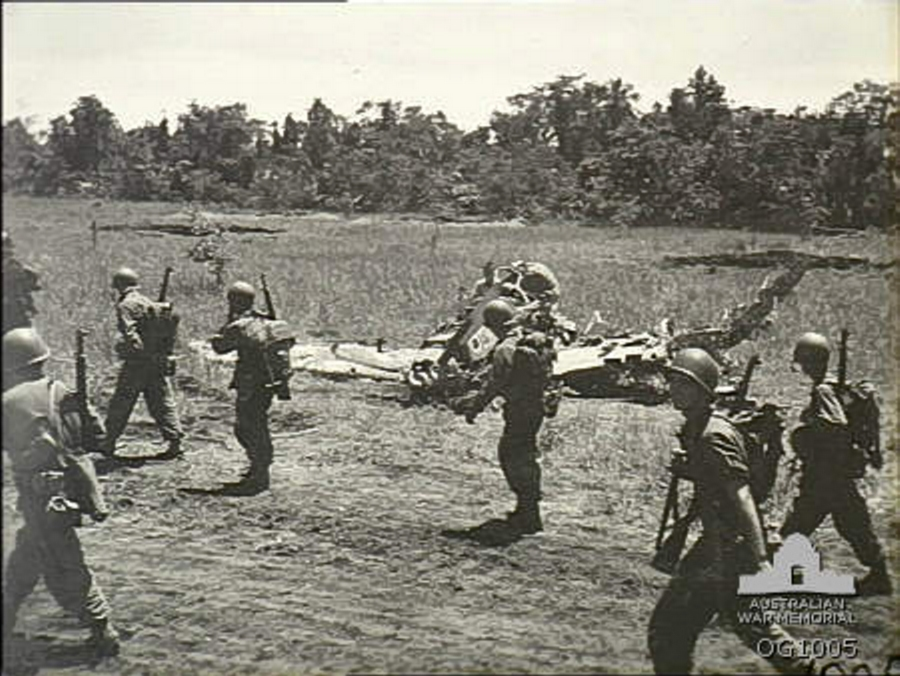
Amerikanische Patrouille bei Aitape am 2. Mai 1944

Um den Brückenkopf zu sichern begannen dazu in der Nacht vom 22. auf den 23. April die Vorbereitungen. Am Morgen des 23. April um 8:00 Uhr marschierten Einheiten westlich über inländische Pfade bis zum Raihu Fluss, rund 10 km hinter dem „Blue Beach“. Gegen Abend erreichten sie die Mündung des Flusses bei nur geringem japanischen Widerstand, der sie einen Verwundeten und einen Vermissten kostete. Ein anderes Bataillon schloss zu ihnen am nächsten Morgen auf.
Um 11:00 Uhr am 24. April wurde Aitape besetzt. Japanische Soldaten wurden nicht gesichtet. Die Amerikaner biwakierten am Westufer des Raihu und blieben dort für die nächsten Tage. Patrouillen durchkämmten die kleineren Küstendörfer um in Richtung Westen flüchtende Japaner aufzuhalten. Doch erst am 28. April entdeckten sie die einzigen Anzeichen organisierten Widerstandes. In Kamti, einem der kleineren Dörfer umzingelten plötzlich etwa 200 Japaner die sich dort befindende Patrouille. Die Japaner versuchten mittels einiger schnell vorgetragener Attacken die Patrouille bis zum Folgetag aufzureiben, doch die starke Verteidigung der Amerikaner kostete sie 90 Tote. Nachdem Kamti unter amerikanischen Artilleriebeschuss genommen worden war, konnte sich die Patrouille in deren Schutz zurückziehen. Sie hatten drei Soldaten verloren und zwei waren verwundet. Beim Durchkämmen des Dorfes am nächsten Tag trafen die Amerikaner auf keinerlei Widerstand.
Im Osten drangen amerikanische Einheiten bis zur Mündung des Driniumor, etwa 19 km hinter „Blue Beach“ vor. Die beiden vor der Küste liegenden Inseln Tumleo und Seleo waren schon am Landungstag gegen geringen japanischen Widerstand eingenommen worden. Einzelne Patrouillen drangen Anfang Mai bis zu 72 km entlang der Toricelli-Berge in Richtung Wewak vor.

## Reorganisation und Feindkontakt
Nachdem weitere Truppen bei Aitape eingetroffen waren unterzog das Oberkommando ab Anfang Mai 1944 die Persecution-Einheiten einer Umorganisation um die Wakde-Sarmi-Operation vorzubereiten. Neue Patrouillengrenzen und Verteidigungssektoren wurden festgelegt, ein West-, Center- und Ostsektor, denen einzelne Truppenverbände zugeordnet wurden.
Der Ostsektor wurde von der 127. US-Infanterie verteidigt. Am 7. Mai kam es, nachdem eine Patrouille den Dandriwad überquert hatte, zum ersten Kontakt mit versprengten Einheiten der 18. Armee, die allerdings starken, organisierten Widerstand leisteten, so dass sich die Patrouille wieder über den Fluss zurückziehen musste. Am nächsten Tag stieß ein Platoon mit einem leichten Maschinengewehr zu ihnen und die Patrouille rückte weiter in Richtung Osten vor. Dabei konnten sie große Ansammlungen japanischer Soldaten ausmachen. Ebenso mussten die Amerikaner einen Angriff auf ihre Flanke hinnehmen. Nur ein Luftangriff mittels acht P-40 entlang der Straßen östlich von Babiang gegen Mittag des 10. Mai brachte etwas Beruhigung in die Situation.
Die 18. Armee unter Generalleutnant Adachi Hatazō sammelte in der Folge östlich der amerikanischen Sektorgrenze ihre Kräfte was ab dem 10. Juli 1944 zur Schlacht am Driniumor führte.